# 亮点
《亮点》周刊 （德語：Der Stern，發音：[ʃtɛʁn]) 是德国目前最大的时事社会生活杂志，创刊于1948年，杂志出版发行由欧洲最大的杂志出版商古纳亚尔（Gruner + Jahr）負責，主要面向德国及全欧洲发行。该杂志与《明镜》、《焦点》一起，是德国发行量最大的三份周刊。由于"Stern"一词在德语中意为"Star"，《亮点》周刊一度被称为《明星》周刊，2011年，其中文名被改为《亮点》周刊。
亨利·南恩（Henri Nannen）在青年报《齐克·扎克》（"Zick Zack"）的基础上创立了《亮点周刊》，第一期于1948年8月1日出版。杂志现任主编是弗洛里安·格莱斯（Florian Gless）与安娜·比克·格雷特迈尔（Anna-Beeke Gretemeier）。
《亮点》周刊的新闻报道涉猎丰富，素以生动耐读的文字和人物刻画见长，尤其难得的是在新闻类期刊中至今仍坚持大力而又精当地使用图片，并因此享有盛誉。该杂志在德国每周拥有750万读者，总部设立在汉堡，并在中国上海设有分社。